# 宋寒毅
宋寒毅，中华人民共和国政治人物、外交官。
1974年，接替张伟烈，担任中华人民共和国驻摩洛哥大使。1979年，由糜镛接任，改任担任中华人民共和国驻苏丹大使。